# 興道名継
興道 名継（おきみち の なつぐ）は、平安時代初期から前期にかけての医師・貴族。氏姓は門部連のち興道宿禰。官位は従五位上・典薬頭。

## 経歴
文徳朝から清和朝にかけて長きに亘り侍医を務め皇室の診療を担当する。文徳朝では斉衡3年（856年）に門部連から興道宿禰に改姓し、天安2年（858年）外従五位下に叙せられている。
清和朝に入り、貞観2年（860年）内位の従五位下に叙せられて医博士を、翌貞観3年（861年）からは内薬正を兼ねている。貞観12年（870年）次侍従に任ぜられ、のち典薬頭に至る。
貞観18年（876年）11月19日卒去。最終官位は従五位上行典薬頭兼侍医

## 官歴
『六国史』による。
- 時期不詳：侍医。正六位上
- 斉衡3年（856年） 11月1日：門部連から興道宿禰に改姓
- 天安2年（858年） 正月7日：外従五位下
- 貞観2年（860年） 正月16日：兼駿河介。2月14日：医博士。11月16日：従五位下（内位）
- 貞観3年（861年） 2月25日：兼内薬正、侍医駿河介如故
- 貞観5年（863年） 4月21日：兼駿河介
- 貞観11年（869年） 正月13日：兼能登介
- 貞観12年（870年） 12月29日：次侍従
- 時期不詳：典薬頭
- 貞観18年（876年） 11月19日：卒去（従五位上行典薬頭兼侍医）